# Droga krajowa B323 (Niemcy)
Droga krajowa 323 (Bundesstraße 323, B 323) – niemiecka droga krajowa stanowiąca południową obwodnicę Hombergu i jest połączeniem drogi B254 z autostradą A7 na węźle Homberg (Efze) w Hesji.
Droga została na krótko przed 2. wojną światową oznakowana jako Reichsstraße 323.